# Dicranomyia (Dicranomyia) didyma
Dicranomyia (Dicranomyia) didyma is een tweevleugelige uit de familie steltmuggen (Limoniidae). De soort komt voor in het Palearctisch gebied.